# 베라 크레프키나
베라 사무일로브나 크레프키나(러시아어: Вера Самуиловна Крепкина , 1933년 4월 16일~2023년 4월 25일)는 러시아의 전 육상 선수로 1952년, 1956년과 1960년 하계 올림픽에서 소련을 대표하였다.
코텔니치의 유대인 집안에서 태어났다. 이 전부의 올림픽에서 크네프키나는 400m 릴레이에서 4위를 하고, 100m 경주의 예선들에서 탈락하였다. 로마 올림픽에서 멀리뛰기에 나간 그녀는 6.37m의 올림픽 기록과 함께 전직 챔피언 엘주비에타 크제신스카와 세계 기록 보유자 힐드룬 클라우스를 앞서 금메달을 획득하였다.
유럽 선수권에서 400m 릴레이 2연승(1954년, 1958년)을 거두고, 100m 2위(1958년)를 하였다. 1956년 400m 릴레이에서 세계 기록을 세운 소련 팀의 일원이었고, 1958년 100m 경주에서 11.3초의 세계 기록을 동일하게 하였다.
자신의 경력 동안에 크레프키나는 8개의 국내 타이틀을 우승하였다 - 100m(1952년, 1957년과 1958년), 200m(1952년), 400m 릴레이(1952년, 1960년과 1965년)와 800m 릴레이(1952년). 은퇴 후, 우크라이나에서 아동 육상 코치로 일하였다.